# Jüdischer Friedhof (Hîncești)
Koordinaten: 46° 49′ 1,1″ N, 28° 35′ 54,5″ O

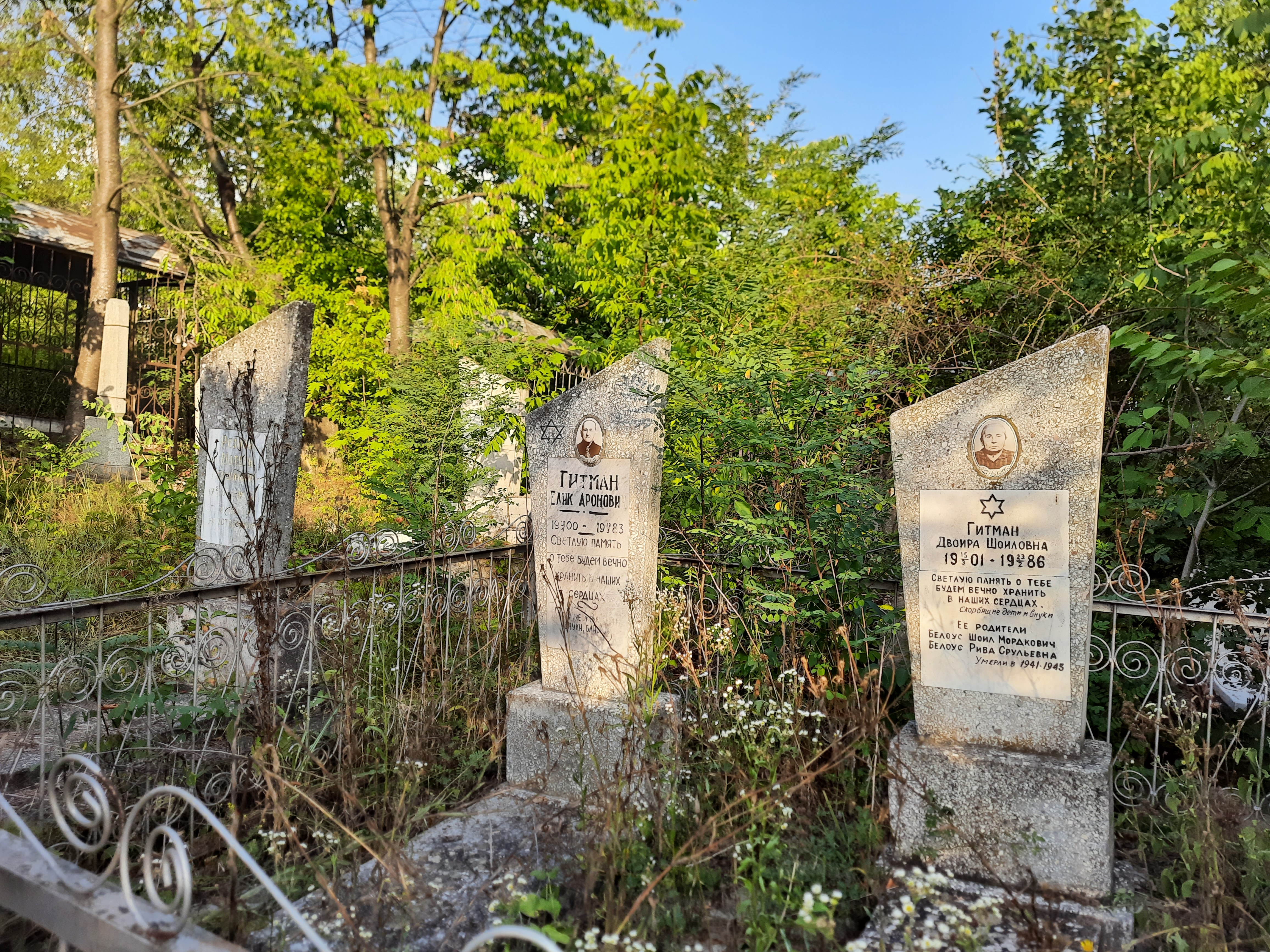
Jüdischer Friedhof in Hîncești (2022)

Der Jüdische Friedhof Hîncești ist ein Friedhof  in Hîncești, einer Stadt im Rajon Hîncești in der Republik Moldau. Auf dem jüdischen Friedhof sind gut erhaltene Grabsteine vorhanden.